# Тети Лунги (Кунео)
Тети Лунги је насеље у Италији у округу Кунео, региону Пијемонт.
Према процени из 2011. у насељу је живело 28 становника. Насеље се налази на надморској висини од 493 м.